# PunBB
PunBB è un sistema libero per la gestione di forum, sviluppato in PHP e distribuito con licenza GNU General Public License.
Le sue caratteristiche sono la leggerezza e la velocità di elaborazione. Per queste ragioni, la versione base di PunBB utilizza un numero inferiore di funzionalità rispetto ad altre piattaforme, ma è molto più veloce e semanticamente corretto rispetto allo standard XHTML.
Il sistema necessita di un motore PHP e di un database SQL. PunBB supporta MySQL, PostgreSQL e SQLite come database.
La versione 1.3 di PunBB ha introdotto il sistema delle estensioni che permette all'amministratore del forum di aggiungere nuove funzionalità senza dover modificare il codice originario.
Nel 2007 il codice del progetto e dei diritti sono stati venduti a Informer Technologies, Inc.
Agli inizi del 2008, Rickard Andersson (il fondatore del forum) ha deciso di lasciare il progetto per motivi personali. Per questo motivo alcuni sviluppatori hanno deciso di lasciare il progetto e crearne uno nuovo conosciuto come FluxBB.
Verso la fine del 2011, il forum PunBB ha avuto una significativa rivisitazione, ed è stata distribuita la versione 1.4. Dopo un periodo di fermo, nel 2015 è stata rilasciata la versione 1.4.4